# Giōrgos Manalīs
Giōrgos Manalīs (in greco Γιώργος Μάναλης?; Atene, 21 dicembre 1994) è un calciatore greco, attaccante del Kīfisias.

## Carriera
Cresciuto calcisticamente nell'Aetos Korydallou, ha iniziato la sua carriera nelle serie inferiori del campionato greco fino al 2019, quando è stato acquistato dall'Ionikos, con cui ha ottenuto tre promozioni di fila, dalla terza divisione alla massima serie greca.

## Statistiche

### Presenze e reti nei club
Statistiche aggiornate al 19 marzo 2022.
| Stagione        | Squadra         | Campionato      | Campionato | Campionato | Coppe nazionali | Coppe nazionali | Coppe nazionali | Coppe continentali | Coppe continentali | Coppe continentali | Altre coppe | Altre coppe | Altre coppe | Totale | Totale |
| Stagione        | Squadra         | Comp            | Pres       | Reti       | Comp            | Pres            | Reti            | Comp               | Pres               | Reti               | Comp        | Pres        | Reti        | Pres   | Reti   |
| --------------- | --------------- | --------------- | ---------- | ---------- | --------------- | --------------- | --------------- | ------------------ | ------------------ | ------------------ | ----------- | ----------- | ----------- | ------ | ------ |
| 2019-2020       | Ionikos         | FL              | 19         | 3          | CG              | 2               | 1               |                    | -                  | -                  |             | -           | -           | 21     | 4      |
| 2020-2021       | Ionikos         | SL2             | 25         | 6          |                 | -               | -               |                    | -                  | -                  |             | -           | -           | 25     | 6      |
| 2021-2022       | Ionikos         | SL              | 25         | 1          | CG              | 3               | 0               |                    | -                  | -                  |             | -           | -           | 28     | 1      |
| Totale carriera | Totale carriera | Totale carriera | 69         | 10         |                 | 5               | 1               |                    | -                  | -                  |             | -           | -           | 74     | 11     |

## Palmarès

### Club

#### Competizioni nazionali
- Souper Ligka Ellada 2: 2

Iōnikos: 2020-2021
Kīfisias: 2024-2025 (gruppo B)